# 格雷普韦恩 (得克萨斯州)
格雷普韋恩（英語：Grapevine）是美國得克薩斯州的一座城市，根據2010年美國人口普查，共有46334人，其中白人占81.1%、亞裔美國人占4.5%、非裔美國人占3.3%。

## 圖片集

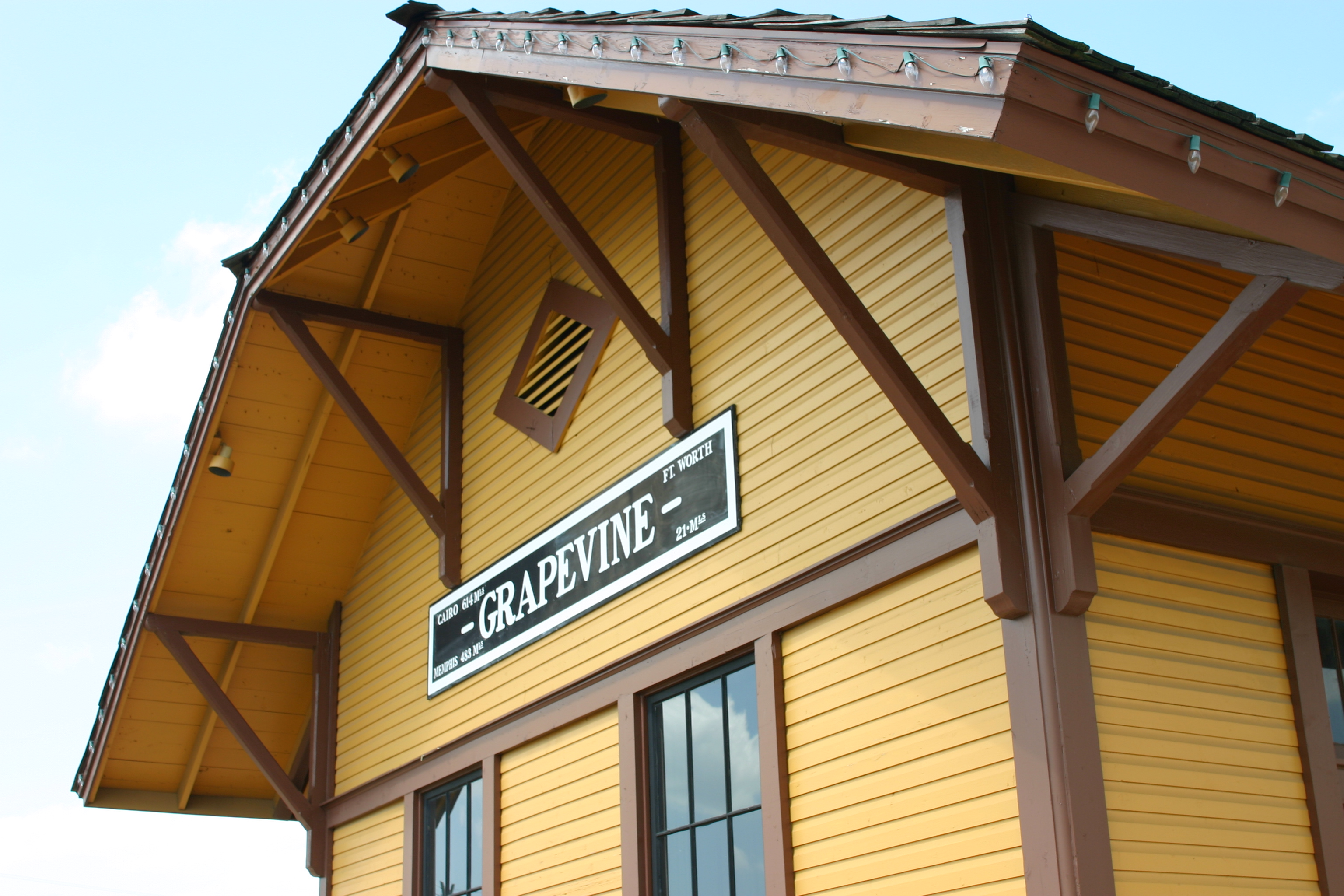
位於大街的火車站
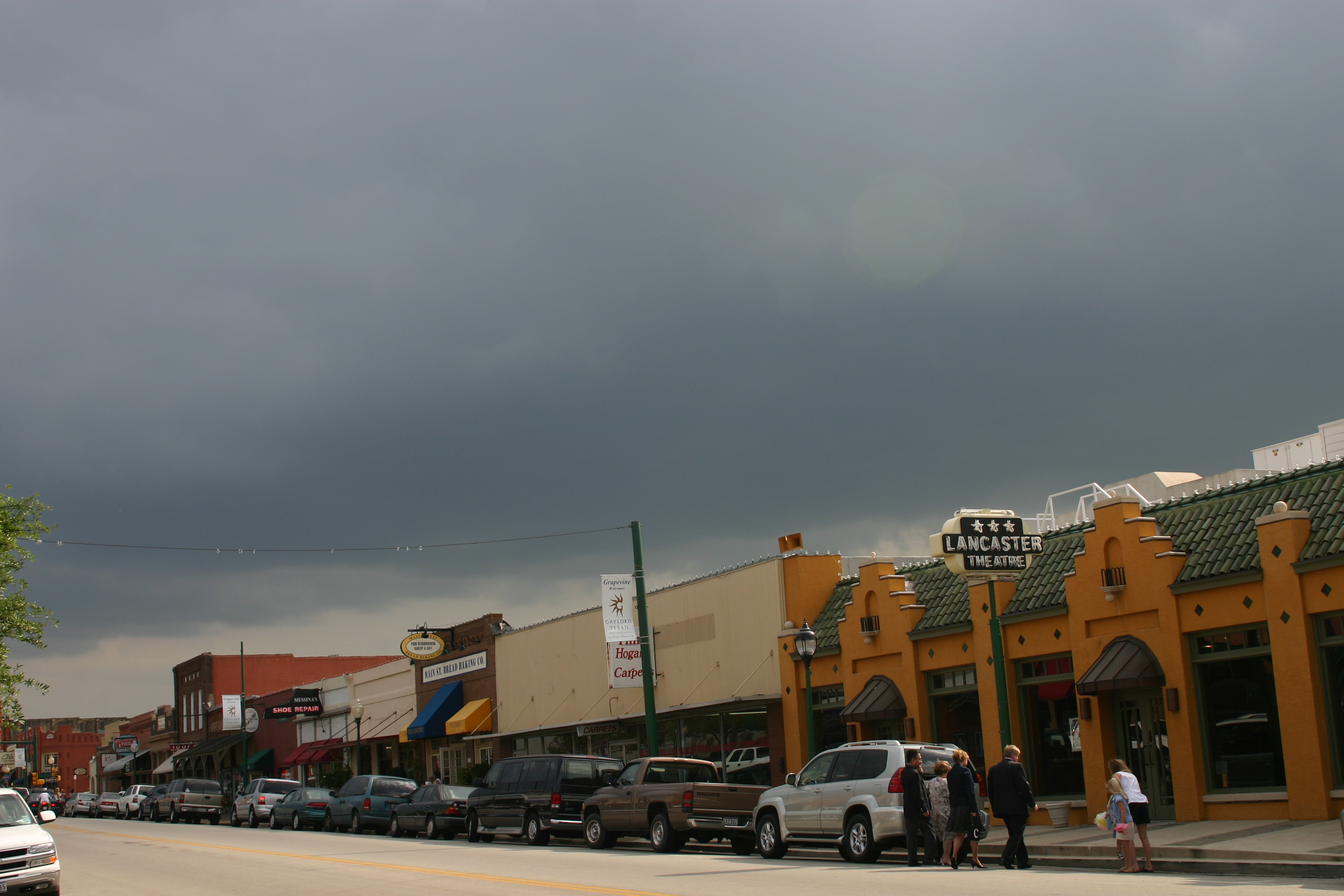
大街街景1
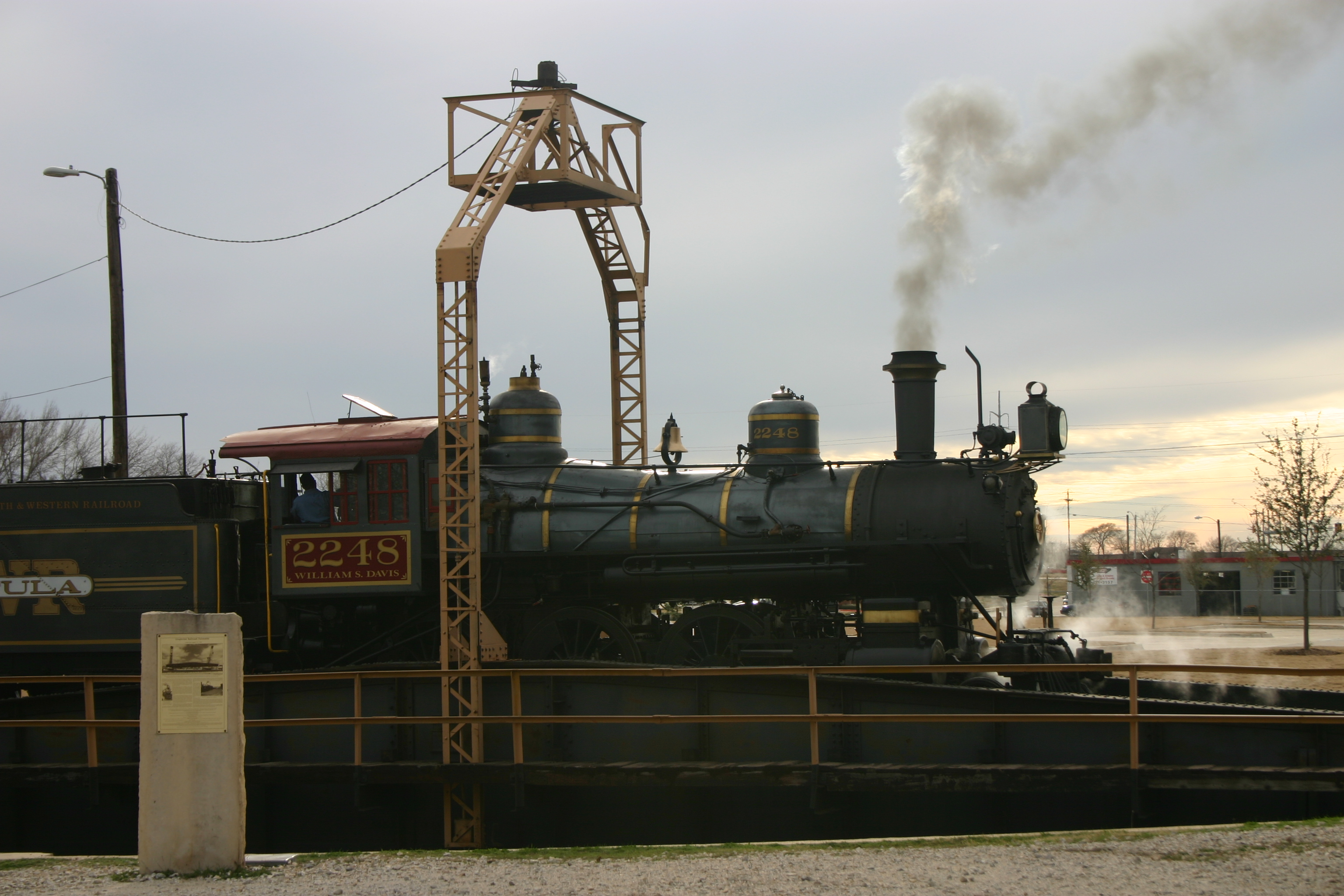
蜘蛛號列車
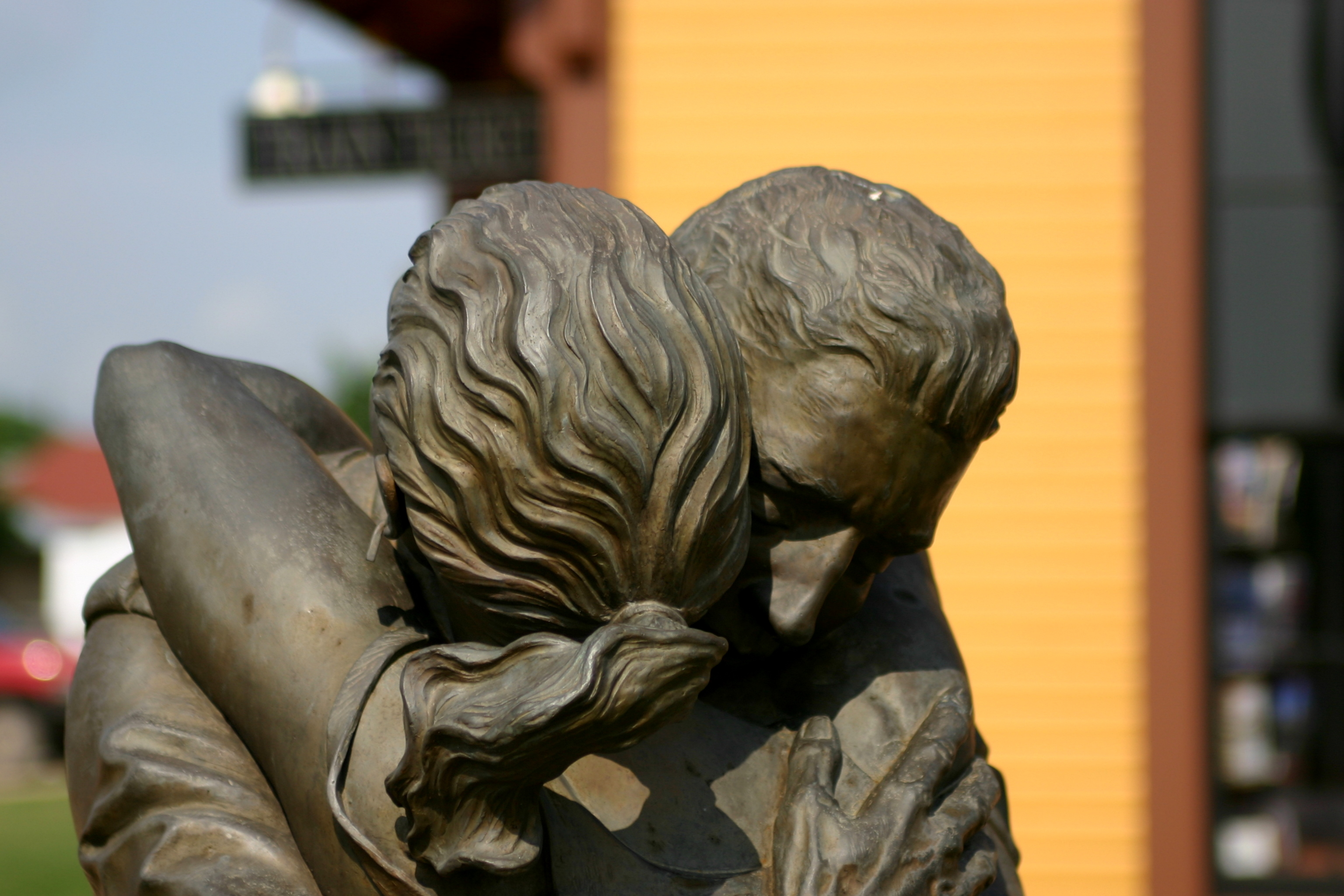
火車站前的銅像
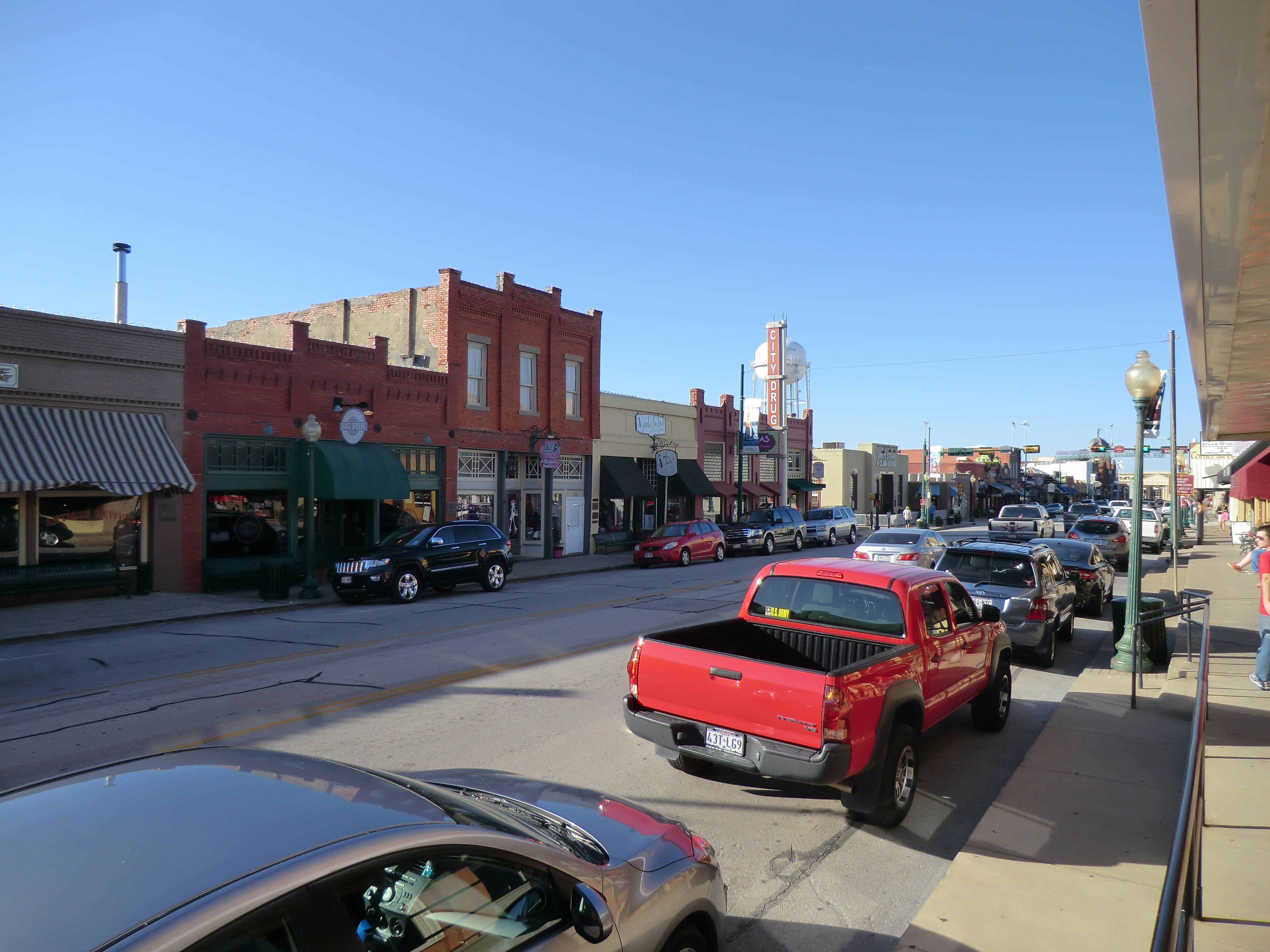
大街街景2
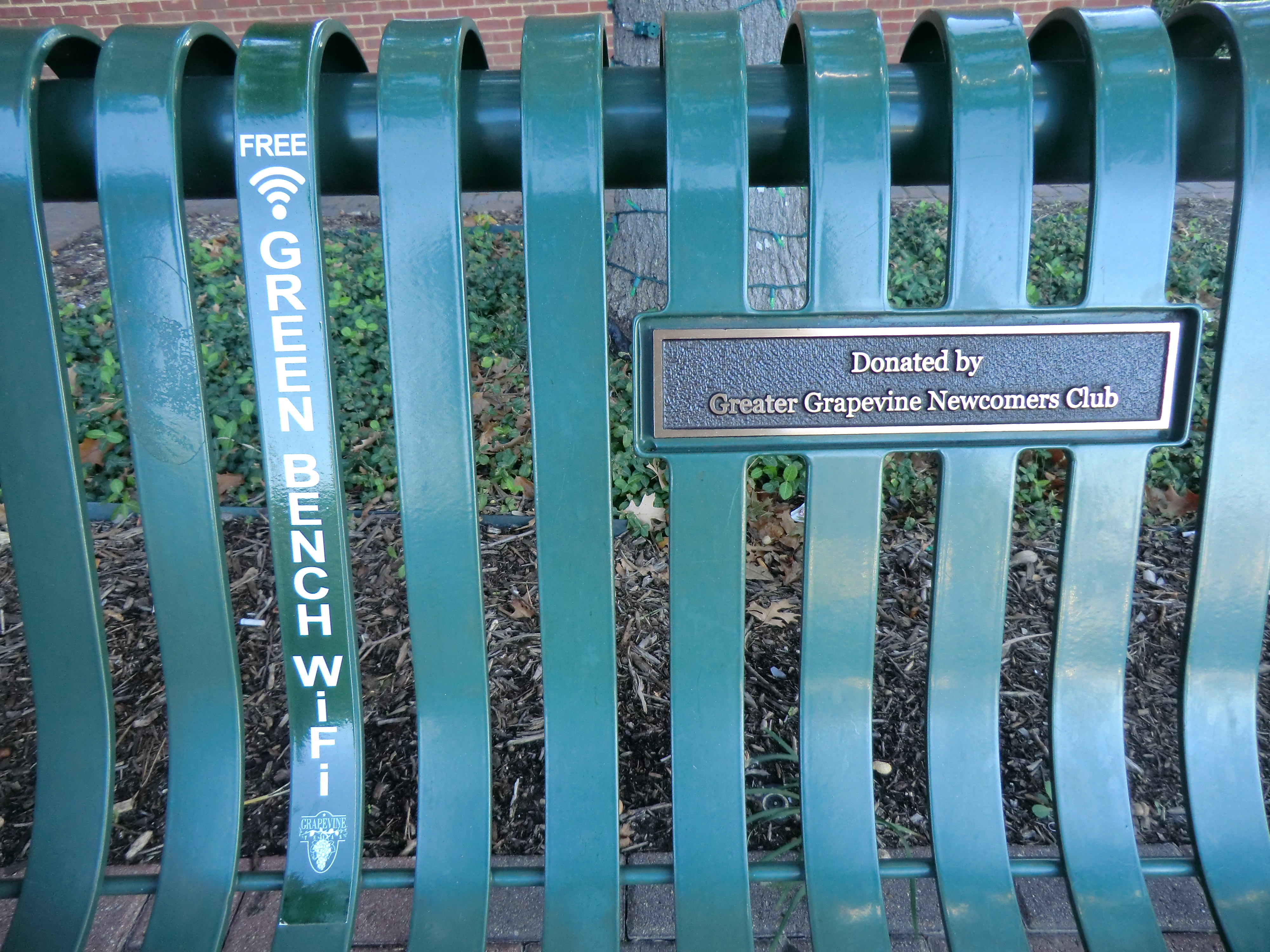
公眾長椅子上有關無線上網的標記
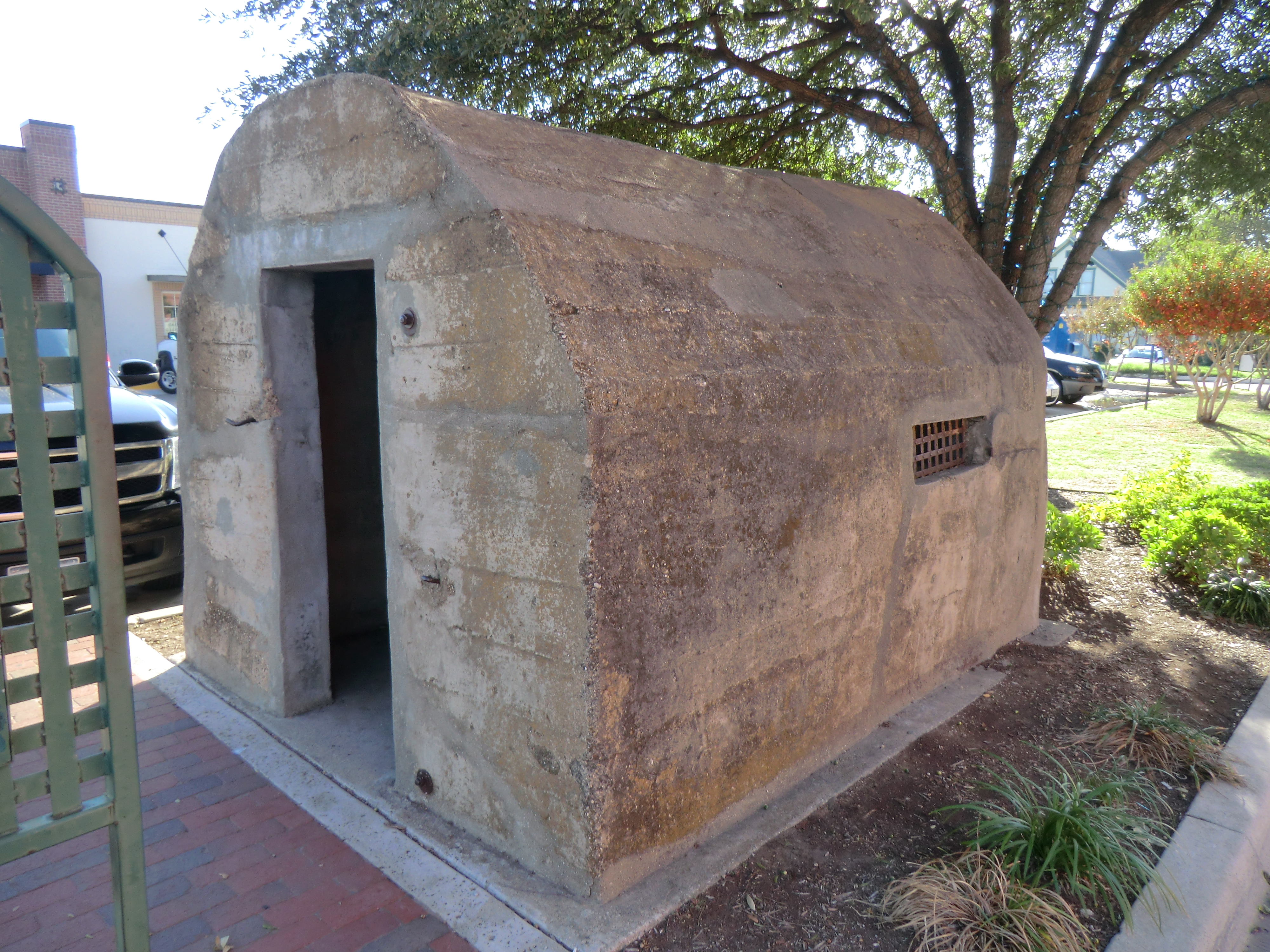
建於1909年的拘留所
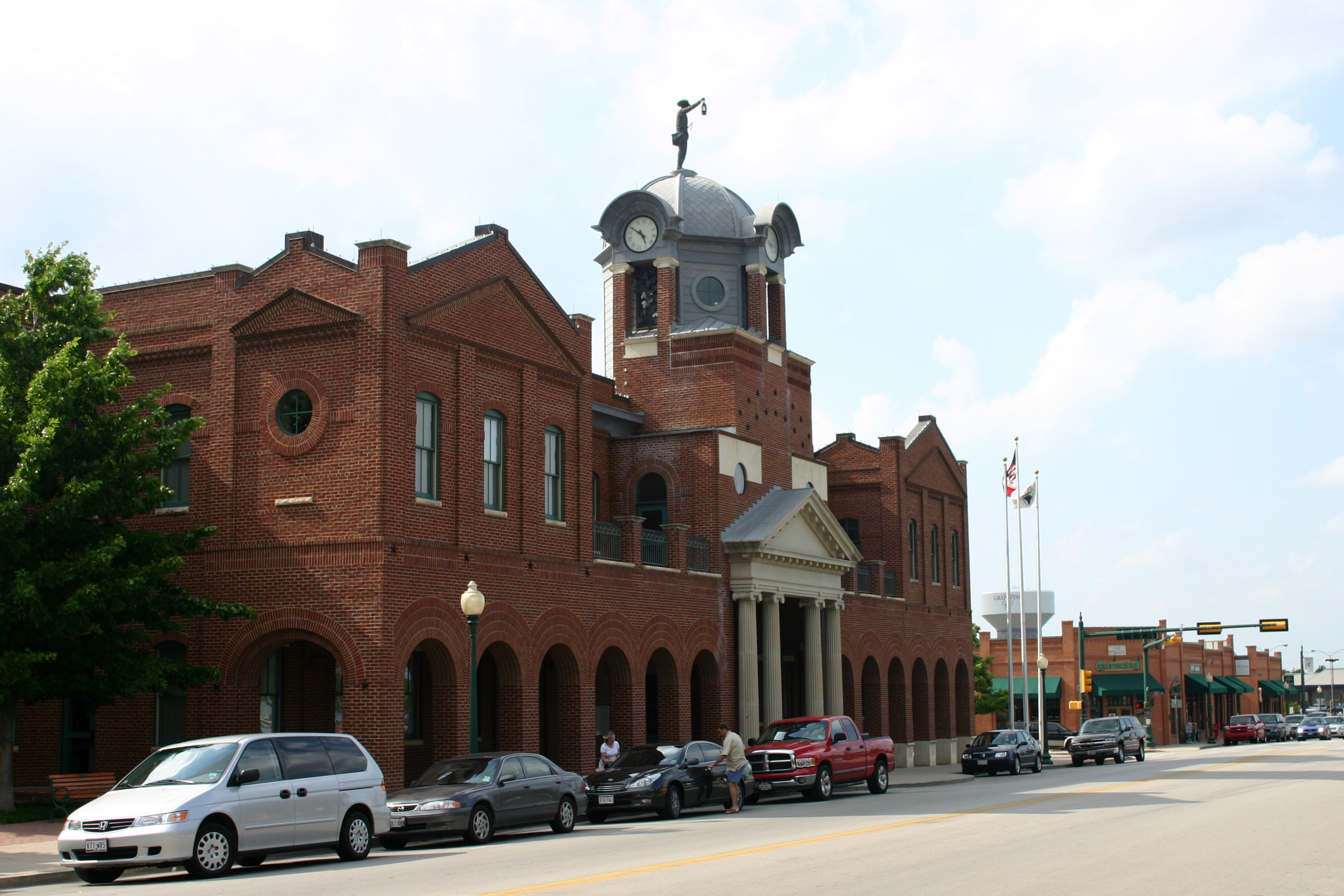
格雷普韋恩市政廳
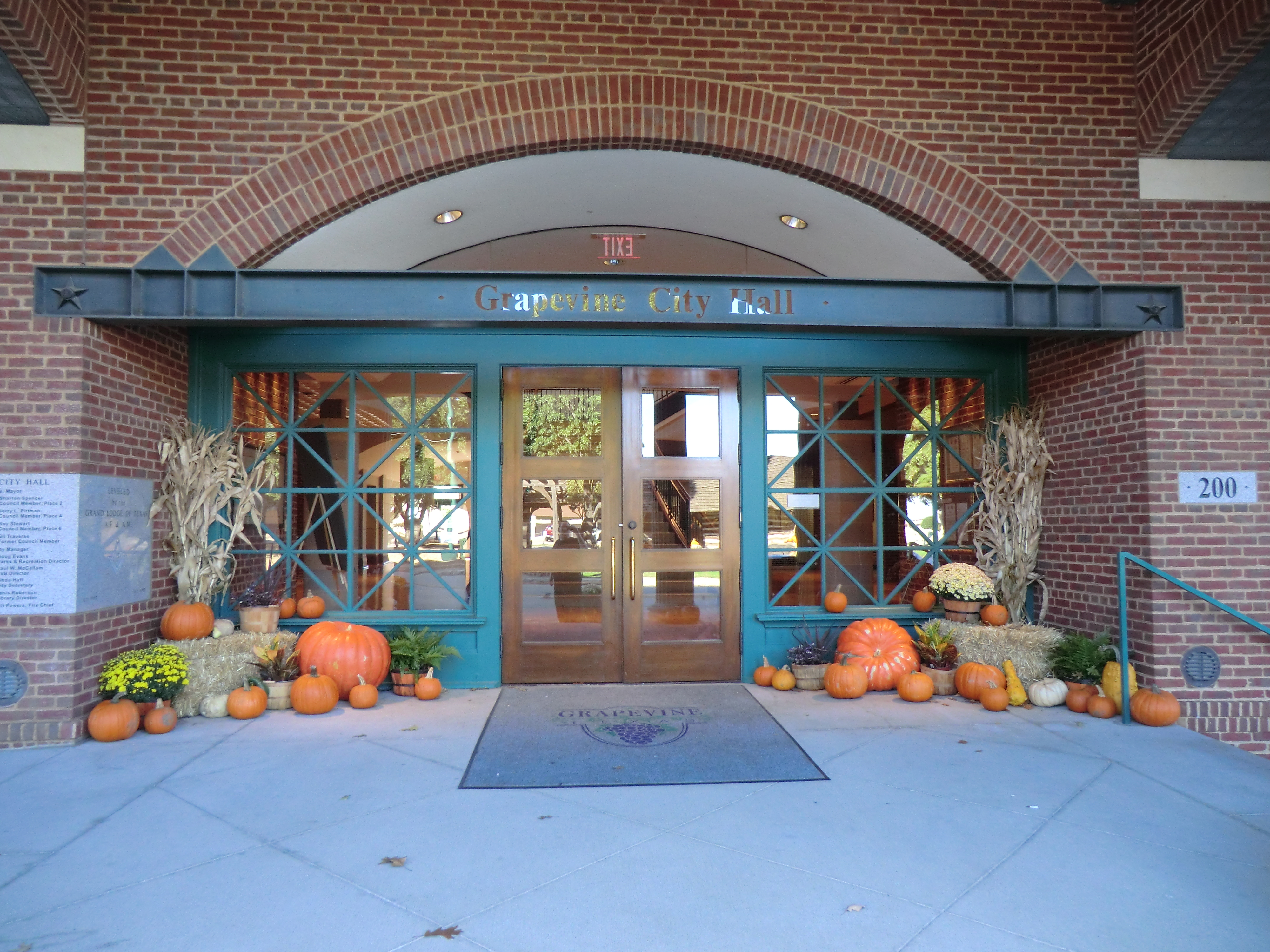
格雷普韋恩市政廳正門
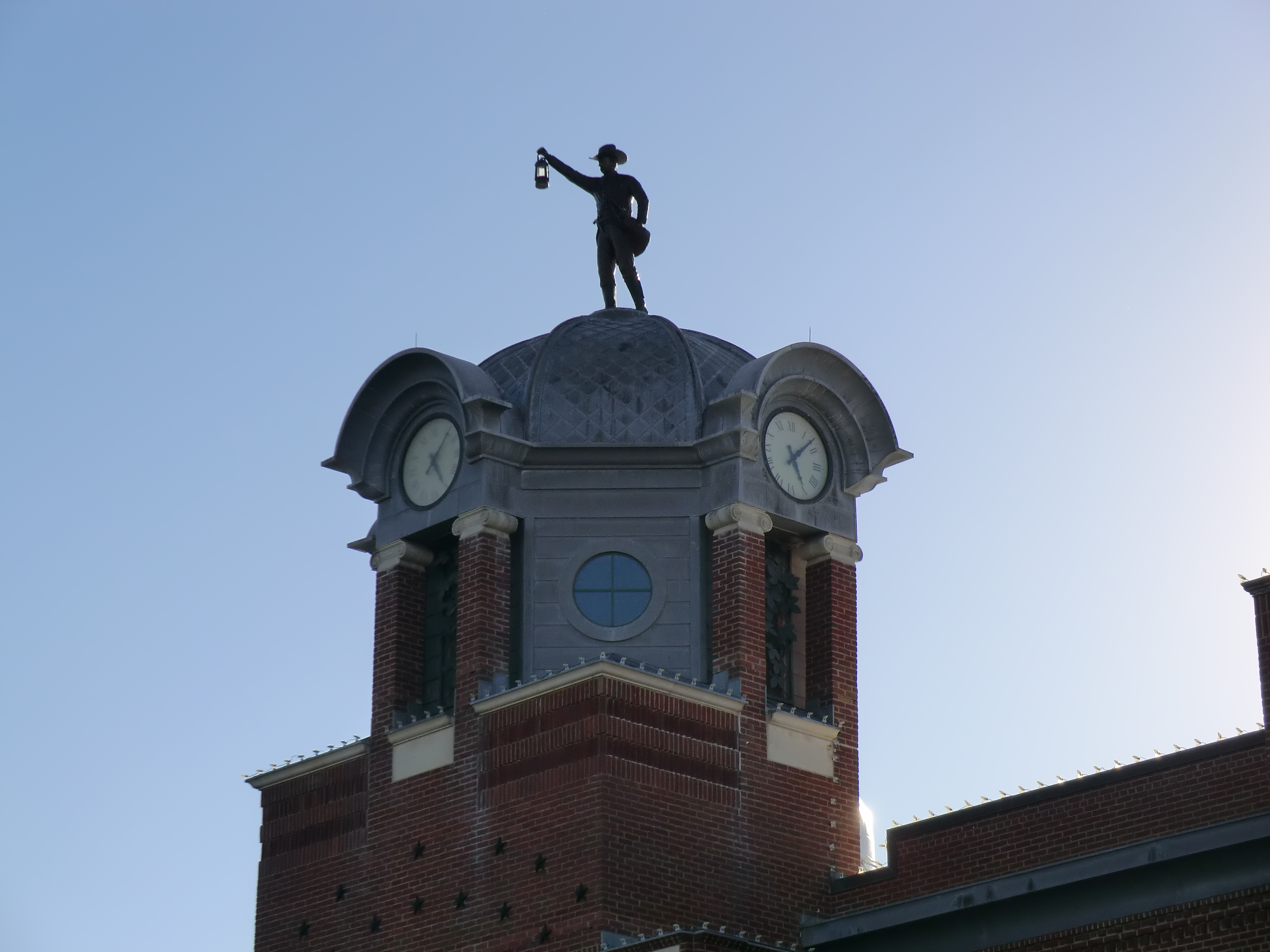
格雷普韋恩市政廳屋頂的銅像
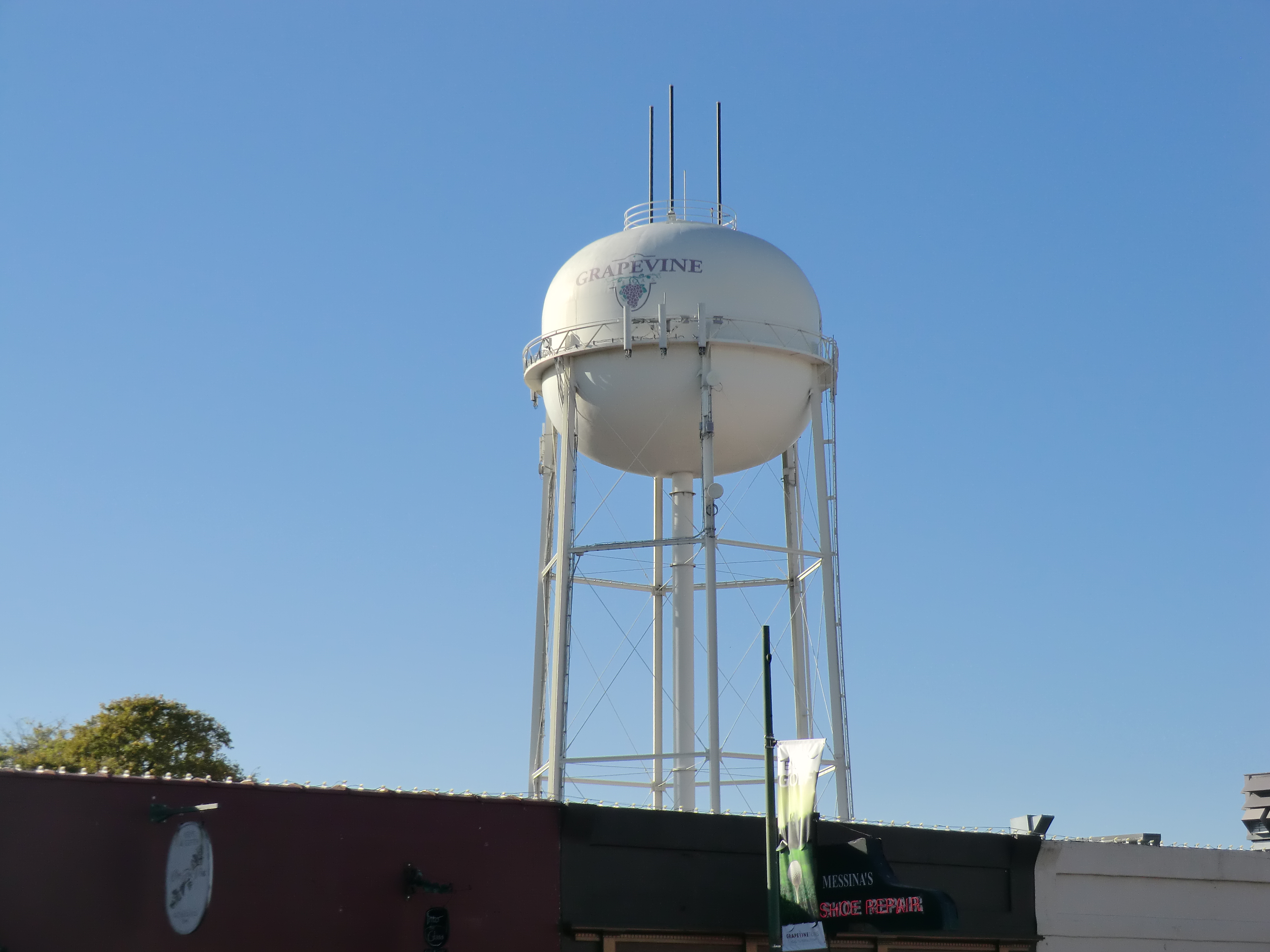
在大街上的水塔
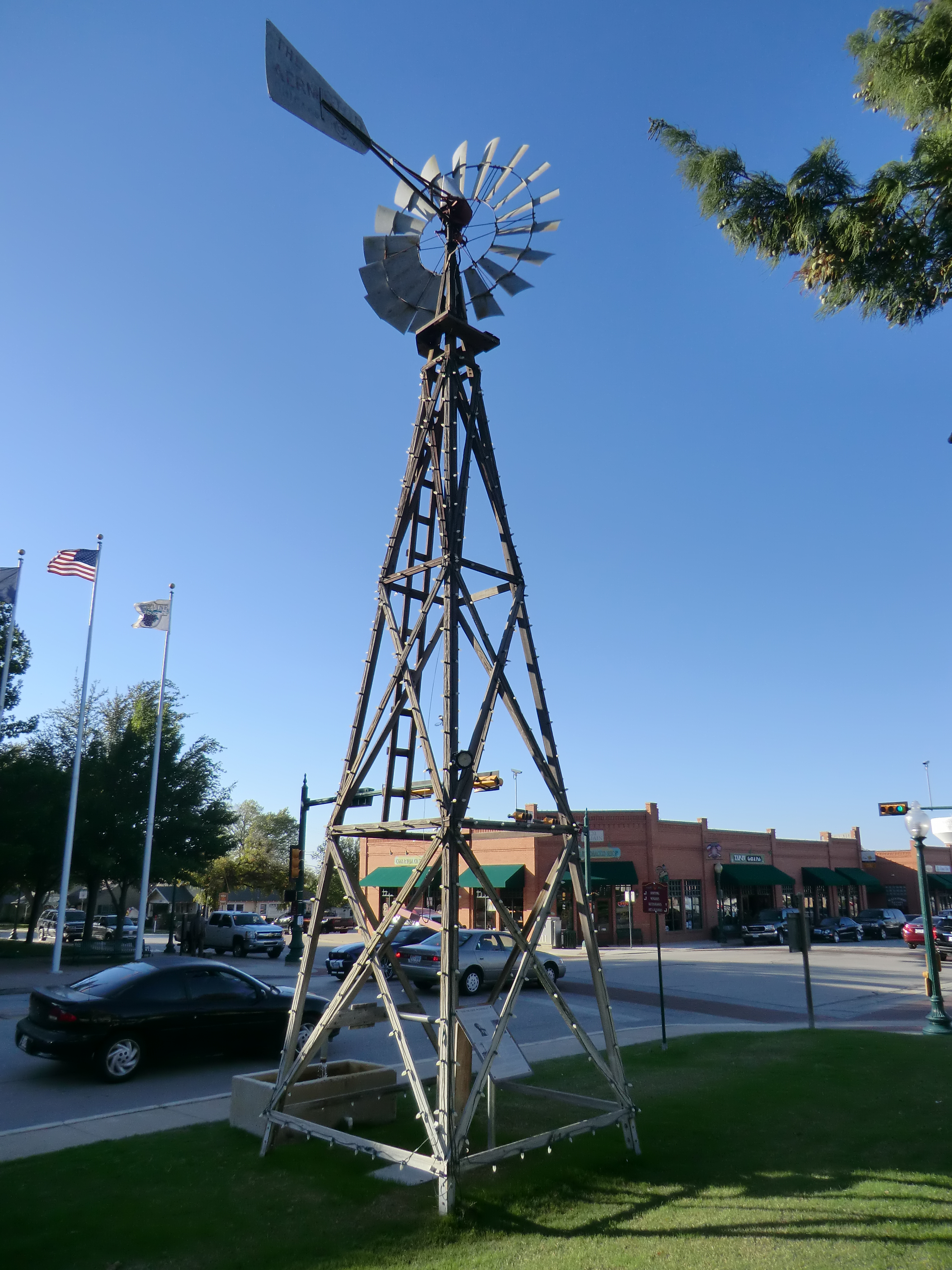
在大街上的抽水風車
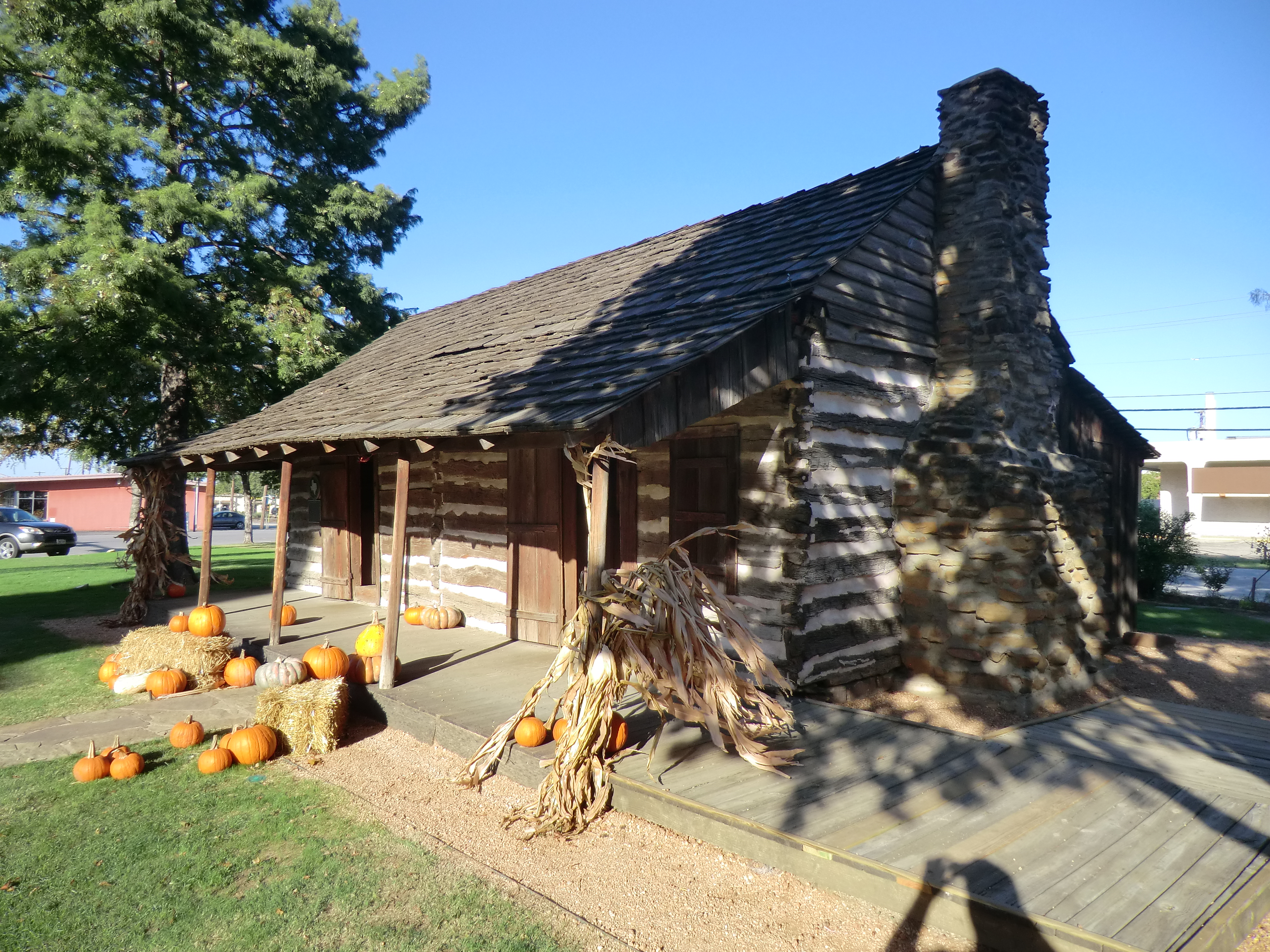
在大街上的小木屋

## 友好城市
- 墨西哥帕拉斯-德拉富恩特（英语：Parras）
- 奧地利多瑙河畔克雷姆斯
- 英國西洛錫安